# Dave Tough
Dave Tough (26 april 1907 i Oak Park Illinois Chicago – 9 december 1948) var en amerikansk jazztrommeslager. 
Though var en dixieland og swing trommeslager , som spillede med de store orkestre i tiden såsom Tommy Dorsey og Benny Goodmans big bands.
Hans gennembrud var dog hos Woody Herman. han huskes bedst som en blændende akkompagnatør , med stor indlevelse og føling for musikken , og som en af jazzens første bemærkelsesværdige trommeslagere. 
Han er blevet kaldt jazzens svar på Chopin.

## Ekstern henvisning
- Wikimedia Commons har flere filer relateret til Dave Tough